# Air Gaspé
Air Gaspé était une compagnie aérienne canadienne basée à Sept-Îles, au Québec. 
La compagnie aérienne commence ses opérations en 1951 avec des vols nolisés. Elle devient une filiale de Québecair en 1973. La compagnie aérienne exploitait des vols passagers et des vols de fret réguliers entre Gaspé et d’autres villes canadiennes. 

## Destinations desservies
| Destination              | Période | Réf   |
| ------------------------ | ------- | ----- |
| Bonaventure              |         | [ 1 ] |
| Charlo                   |         | [ 1 ] |
| Gaspé (Michel Pouliot)   |         | [ 1 ] |
| Havre-Saint-Pierre       |         | [ 1 ] |
| Les Îles-de-la-Madeleine |         | [ 1 ] |
| Matane-Russell-Burnett   |         | [ 1 ] |
| Mont-Joli                |         | [ 1 ] |
| Montréal (P.-E.-Trudeau) |         | [ 1 ] |
| Port-Menier              |         | [ 1 ] |
| Québec (Jean-Lesage)     |         | [ 1 ] |
| Sainte-Anne-des-Monts    |         | [ 1 ] |
| Sept-Îles                |         | [ 1 ] |

## Flotte
| Modèle                 | Image | Nombre | Années | Immatriculation | Réf   |
| ---------------------- | ----- | ------ | ------ | --------------- | ----- |
| Hawker Siddeley HS.748 |       | 1      |        |                 | [ 1 ] |
| Beechcraft 99          |       | 1      |        |                 | [ 1 ] |
| Douglas DC-3           |       | 1      |        |                 | [ 1 ] |
| Douglas C-47A          |       |        |        |                 | [ 2 ] |
| Piper PA-31            |       | 2      |        |                 | [ 1 ] |
| Piper PA-23            |       | 2      |        |                 | [ 1 ] |
| Cessna 180             |       | 1      |        |                 | [ 1 ] |

## Accidents et incidents
- Le 29 mai 1973, le Douglas C-47A immatriculé CF-QBB s'est écrasé en touchant un arbre à l'approche de l'aéroport de Rimouski, faisant quatre morts[2].